# أيا هيرانو
أيا هيرانو (باليابانية: 平野 綾) هي مؤدية أصوات يابانية ولدت في 8 أكتوبر 1987 في أيتشي.

## حياتها
في 3 يناير 2024 أعلنت زواجها من الممثل ماساشي تانيجوتشي وفي 11 سبتمبر من نفس العام أعلنت أنها وتانيجوتشي انفصلا وأنهما في مفاوضات حاليًا بشأن الطلاق بالتراضي

## أدوارها في الأنمي

### مسلسلات أنمي تلفزيونية
- كآبة هاروهي سوزوميا - هاروهي سوزوميا
- اختفاء ناغاتو يوكي-تشان - هاروهي سوزوميا
- النجم المحظوظ - كوناتا إيزومي
- سكول رمبل:الفصل الدراسي الثاني - يوكو ساساكورا
- هنتر X هنتر - مينشي
- آيشيلد 21 - ماموري أنيزاكي
- لاينباريل الحديدي - ميو كوجو
- مذكرة الموت - ميسا أماني
- نانا - ريرا سيريزاوا
- بوسو رينكين - ماهيرو موتو
- دراغونوت -ذا ريزونانس- - غارنت ماكلين
- أكانييرو ني سومارو ساكا - ميناتو ناغاسي
- هياكو - أيومي نونومورا
- تشيكو وريثة اللص ذي العشرين وجه - تشيزوكو ميكامو/تشيكو
- كيدي غريد - لوميير
- زيتاي كارين تشيلدرين - كاورو أكاشي
- ماريا هوليك - شيزو شيدو
- ماريا هوليك ألايف - شيزو شيدو
- فايري تايل - لوسي هارتفيليا, لوسي آشلي
- كوينز بليد: المحاربة المتجولة - نانايل
- كوينز بليد: وريثة العرش - نانايل
- جويلبيت - غارنت
- دراغون بول كاي - ديندي
- دراغون بول سوبر - ديندي
- بي بليد ج3 - ميمي
- كيمي ني تودوكي - أومي كوروميزاوا/كورومي
- حفيد نوراريهيون - كانا إييناغا
- حفيد نوراريهيون: عاصمة العفاريت - كانا إييناغا
- الخادم الأسود 2 - هانا أنافيلوز
- غاتشامان كراودز - بايمان
- غاتشامان كراودز إنسايت - بايمان
- سبيس داندي - كوفي ميكر
- الوحوش الطفيلية: ثوابت النجاة - ميغي
- غينتاما - ايماي نوبومي
- ون بيس - فيجابانك ليليث

### أنمي الإنترنت
- كآبة سوزوميا هاروهي-تشان - هاروهي سوزوميا
- نيورون تشورويا-سان - هاروهي سوزوميا

### أوفا أنمي
- سينت سيا: ذا لوست كانفاس - ساشا/آثينا
- فتاة الثقافة: ميموار - ميو أساكورا
- كوينز بليد: المحاربات الجميلات - نانايل

### أفلام أنمي
- زهره فرساي 2025 - ماري انطوانيت
- بليتش: فايد تو بلاك, أُنادي اسمكِ - هومورا
- اختفاء هاروهي سوزوميا - هاروهي سوزوميا
- فتاة الثقافة - ميو أساكورا
- دراغون بول Z: صراع الجبابرة - ديندي
- فايري تايل: حارسة العنقاء - لوسي هارتفيليا

## أدوارها في ألعاب الفيديو
- ديسيديا 012 فاينل فانتسي - بريش
- دانغانرونبا أناذر إيبيسود: ألترا ديسبير غيرلز - موناكا

## أدوارها في الدبلجة اليابانية
- دراغون بول إيفولوشن - بولما

## وصلات خارجية
- أيا هيرانو على موقع IMDb (الإنجليزية)
- أيا هيرانو على موقع ميتاكريتيك (الإنجليزية)
- أيا هيرانو على موقع روتن توميتوز (الإنجليزية)
- أيا هيرانو على موقع ألو سيني (الفرنسية)
- أيا هيرانو على موقع ميوزك برينز (الإنجليزية)
- أيا هيرانو على موقع أول موفي (الإنجليزية)
- أيا هيرانو على موقع أول ميوزيك (الإنجليزية)
- أيا هيرانو على موقع ديسكوغز (الإنجليزية)
- أيا هيرانو على موقع قاعدة بيانات الفيلم (الإنجليزية)
- أيا هيرانو على موقع ليتربوكسد (الإنجليزية)